# José Antonio Biec
José Antonio Biec Cebrián (* 11. September 1977 in Jaca) ist ein ehemaliger spanischer Eishockeyspieler, der seine gesamte Karriere beim CH Jaca in der Spanischen Superliga unter Vertrag stand.

## Karriere
José Antonio Biec spielte seine gesamte Karriere als Eishockeyspieler beim CH Jaca, für dessen erste Mannschaft er in der Saison 1998/99 sein Debüt in der Spanischen Superliga gab. Mit seinem Verein gewann der langjährige Nationalspieler in den Jahren 2001, 2003, 2004, 2005, 2010, 2011, 2012 und 2015 jeweils den spanischen Meistertitel sowie 2002, 2003, 2006, 2011, 2012 und 2013 die Copa del Rey. 2015 beendete er seine aktive Laufbahn.

### International
Für Spanien nahm Biec im Juniorenbereich an der U18-B-Europameisterschaft 1994 und der U18-C1-Europameisterschaft 1995 sowie der U20-C-Weltmeisterschaft 1994 und der U20-C1-Weltmeisterschaft 1995 teil.
Im Seniorenbereich stand er zunächst bei der D-Weltmeisterschaft 1999 und der D-Weltmeisterschaft 2000 im spanischen Aufgebot. Nach der Umstellung auf das heutige Divisionensystem spielte er bei den Weltmeisterschaften der Division II 2001, 2002, 2003, 2004 und 2010 sowie bei der Weltmeisterschaft der Division I 2011. Zudem vertrat er seine Farben bei der Qualifikation zu den Olympischen Winterspielen in Vancouver 2010.

## Erfolge und Auszeichnungen
| - 2001 Spanischer Meister mit dem CH Jaca - 2002 Spanischer Pokalsieger mit dem CH Jaca - 2003 Spanischer Meister und Pokalsieger mit dem CH Jaca - 2004 Spanischer Meister mit dem CH Jaca - 2005 Spanischer Meister mit dem CH Jaca - 2006 Spanischer Pokalsieger mit dem CH Jaca | - 2010 Spanischer Meister mit dem CH Jaca - 2011 Spanischer Meister und Pokalsieger mit dem CH Jaca - 2012 Spanischer Meister und Pokalsieger mit dem CH Jaca - 2013 Spanischer Pokalsieger mit dem CH Jaca - 2015 Spanischer Meister mit dem CH Jaca |

### International
- 1999 Aufstieg in die C-Gruppe bei der D-Weltmeisterschaft
- 2010 Aufstieg in die Division I bei der Weltmeisterschaft der Division II, Gruppe A